# John Denham Parsons
John Denham Parsons (ur. 1861, zm. 14 września 1936) – angielski pisarz, parapsycholog, należący do Society for Psychical Research. W swoich książkach podejmował tematy kontrowersyjne. Zajmował się przede wszystkim kwestią autorstwa dzieł Szekspira.
Twierdził, że Szekspir nie jest rzeczywistym autorem dzieł mu przypisanych. Jego zdaniem rzeczywistym autorem jest Francis Bacon, Szekspir natomiast miał być niepiśmiennym analfabetą. W dramacie Hamlet stosunki, jakie panują na dworze duńskiego króla, odpowiadają stosunkom, jakie panowały na dworze Elżbiety I, mógł je znać tylko Bacon. Ze stanowiskiem Parsonsa polemizował Sidney Lee, pracownik British Museum i specjalista od Szekspira.
Parsons utrzymywał, że idea chrześcijaństwa istniała na długo przed Chrystusem. Jego zdaniem niektórzy Ojcowie Kościoła przyznawali, że podstawowe idee religii chrześcijańskiej istniały wcześniej. Powoływał się zwłaszcza na Augustyna. Twierdził, że chrześcijański Chrystus pochodzi od pogańskiego kultu boga-słońca. Człowiek imieniem Jezus z pewnością istniał, ale do historii jego życia zostało dodanych wiele mitów o pogańskim rodowodzie. Ta ponadczasowa historia chrześcijaństwa nie pomniejsza jego roli i znaczenia, ale przeciwnie, nawet podnosi wartości prezentowane przez religię chrześcijańską.
Jednym z jego znanych dzieł jest napisana w 1896 roku pozycja The Non-Christian Cross, często cytowana przez zwolenników śmierci Jezusa Chrystusa na palu. Parsons napisał:

Nasi nauczyciele wyraźnie wprowadzają nas w błąd, gdy w tłumaczeniu greckich dokumentów kościoła na nasz język ojczysty oddają słowo stauros przez ‚krzyż’ i gdy to popierają umieszczaniem w naszych słownikach wyjaśnienia, iż stauros znaczy krzyż, nie informując dokładnie, że za czasów apostolskich nie takie było jego podstawowe znaczenie, że takiego znaczenia nie nabrało ono potem jeszcze przez długi czas, a jeśli w ogóle do tego doszło, to tylko dlatego, iż pomimo braku przekonywających dowodów z jakiegoś względu zakładano, że ten jeden stauros, na którym stracono Jezusa, miał taki szczególny kształt.

## Autor publikacji
- The great taboo in English literary circles, 1919
- Ben Johnson and Sir Sidney Lee, 1920
- Boycotted Shakespeare facts (1920)
- Bacon: Being an account of seven years of refusal by the accepted authorities to supply a reasoned judgement concerning certain new evidence affecting.. the identity of the poet Shakespeare, 1922
- The British Museum and Shakespeare's identity, 1924
- Did "Shake-speare" signal?
- Our Sun-God: Or Christianity before Christ (1895)
- The Nature and Purpose of the Universe, 1906
- The Non-Christian Cross: An Enquiry into the Origin and History of the Symbol Eventually Adopted as That of Our Religion